# Steve Emtman
Steven Charles „Steve“ Emtman (* 16. April 1970 in Spokane, Washington) ist ein ehemaliger US-amerikanischer American-Football-Spieler auf den Positionen des Defensive Tackles und des Defensive Ends. Er spielte für die Indianapolis Colts, die Miami Dolphins und die Washington Redskins in der National Football League (NFL).
Emtman spielte College Football für die University of Washington und wurde im NFL Draft 1992 als erster Spieler ausgewählt. Er wurde 2006 in die College Football Hall of Fame aufgenommen.

## Jugend
Steve Emtman wurde am 16. April 1970 in Spokane, Washington als Sohn des Farmers und Ranchers James Emtman geboren. Er wuchs auf einer Ranch, die bereits seinem Großvater gehörte, in der Nähe auf.
Bereits an der Cheney Highschool zeigte sich Emtmans athletisches Talent. Er spielte mit der Basketballmannschaft in einem Staatsfinale und wurde zweimal Staatsmeister von Washington im Diskuswurf.

## College
Trotz Emtmans hervorragenden Leistungen an der Highschool, wurde er von den Colleges kaum beachtet. Er erhielt schließlich von der University of Washington ein Sportstipendium und spielte fortan für die Huskies College Football. Nachdem er seine erste Saison als Redshirt-Freshman aussetze, spielte er in seiner echten Freshmansaison als Ersatzspieler in der Defensive Line und kam zu drei Einsätzen von Beginn an.
In seinem Sophomorejahr wurde er Starter und wurde zum All-American (second team) und gemeinsam mit einem weiteren Spieler, zum Defensive Player of the Year in der Pac-10 gewählt. Die Huskies erreichten eine Bilanz von 10:2 Siegen und bezwangen die University of Iowa im Rose Bowl. Von den gegnerischen Spielern wurde er am Ende der Saison zum Sieger der Morris Trophy gewählt.
Steve Emtmans Juniorjahr brachte ihm – neben dem erneuten Gewinn der Morris Trophy – die Wahl zum All-American, sowie die Outland Trophy und den Lombardi Award. Bei der Wahl zur Heisman Trophy wurde er Vierter. Nach einer Perfect Season (Bilanz 12:0) bezwangen die Huskies in Emtmans letztem Collegespiel die University of Michigan im Rose Bowl mit 34:14 und wurden mit diesem Sieg – gemeinsam mit den Hurricanes der University of Miami – nationaler Meister. Steve Emtman wurde neben Quarterback Billy Joe Hobert zum MVP gewählt. Der Sieger der Heisman Trophy, Michigans Wide Receiver Desmond Howard, kam in diesem Spiel nur zu einem Passfang.
Nach der Saison beendete Emtman seine Collegekarriere und erklärte bereits nach seinem Juniorjahr in die NFL zu wechseln. Er erzielte in den drei Jahren 134 Tackles und 14 Sacks.

## NFL
Die Indianapolis Colts wählten Steve Emtman im NFL Draft 1992 als ersten Spieler aus. Er beendete seine drei Saisons bei den Colts auf der Injured Reserve List. In seiner Rookiesaison riss ihm das Kreuzband im linken Knie im neunten Spiel (er bestritt alle von Beginn an) gegen die Miami Dolphins. In der Saison 1993 verletzte er sich im fünften Spiel (wieder alle von Beginn an) gegen die Dallas Cowboys noch schwerer: Er riss sich das Kreuzband im rechten Knie und zog sich eine Patellarsehnenruptur zu. Im Oktober der Saison 1994 kam er auch von dieser Verletzung zurück – als erster NFL-Spieler nach einer Patellasehnenruptur. Doch bereits in seinem ersten Spiel gegen die Seattle Seahawks brach er sich einen Wirbel im Nacken. Er kam noch in den drei folgenden Spielen zu Einsätzen, bevor auch diese Saison für ihn vorzeitig beendet war.
Nach der Saison wurde er von den Colts entlassen und spielte noch zwei Jahre für die Miami Dolphins, sowie ein Jahr für die Washington Redskins.
Aufgrund seiner zahlreichen schweren Verletzungen beendete er seine Karriere nach sechs Jahren und 50 Spielen (davon 19 von Beginn an). Er erzielte in seiner Zeit in der NFL 134 Tackles (121 Solo), 8 Sacks und eine Interception, die er für 90 Yards zum Touchdown zurücktrug – der bis dahin weiteste von einem Defensive Lineman.

## Privat
Steve Emtman ist verheiratet und hat drei Kinder. Er lebt in Cheney, Washington und ist seit seinem Karriereende – nach einer kurzen Zeit als American-Football-Trainer – als Unternehmer in der Immobilienentwicklung und -verwaltung tätig. Für seine Leistungen im College Football wurde er 2006 in die College Football Hall of Fame aufgenommen.